# 京津石高新技术产业带
京津石高新技术产业带，范围包括位于北京市、天津市、保定市和石家庄市的四个国家级高新技术产业开发区，是中国大陆三大高新技术产业带之一(珠江三角洲、沪宁杭、京津石)。该产业带拥有中关村国家自主创新示范区、天津滨海高新技术产业开发区、石家庄高新技术产业开发区和保定高新技术产业开发区四大核心园区，智力资源密集，仅北京中关村就坐落有北京大学、清华大学等知名高校和中国科学院的众多研究所。
该产业带拥有京津塘高速公路、京石高速公路、津雄高速公路、津石高速公路、京津城际铁路、京石高铁、津保铁路、京沪高铁、京雄城际铁路等快速交通线，还拥有北京首都国际机场、北京大兴国际机场、天津滨海国际机场和石家庄正定国际机场四大国际机场，天津港亦是中国沿海重要港口。